# Département de Louga
Le département de Louga est l’un des 46 départements du Sénégal et l'un des 3 départements de la région de Louga.

## Organisation territoriale

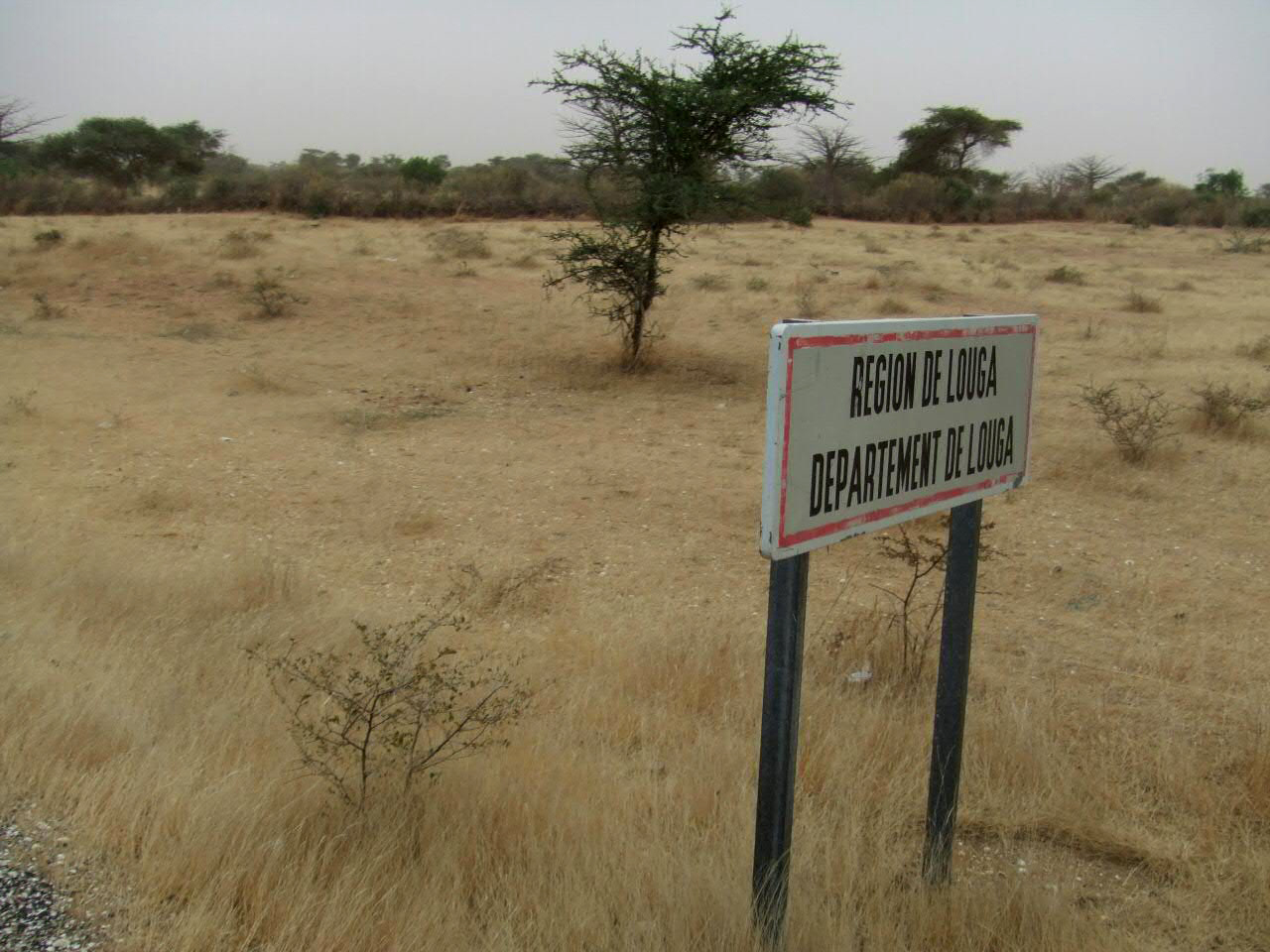
L'entrée du département.

Son chef-lieu est la ville de Louga.
Les quatre arrondissements sont :
- Arrondissement de Coki ;
- Arrondissement de Keur Momar Sarr ;
- Arrondissement de Mbédiène ;
- Arrondissement de Sakal.

Les localités ayant le statut de commune sont :
- Louga
- Ndiagne (2011)[1]
- Keur Momar Sarr (2014)

## Histoire
Louga a été créé en 1976.

## Géographie

### Population
Lors du recensement de décembre 2002, la population était de 277 397 habitants. En 2005, elle était estimée à 299 075 personnes.  
Surface 5.649 km2. 
Densité 49,11 hab/km2.

### Économie

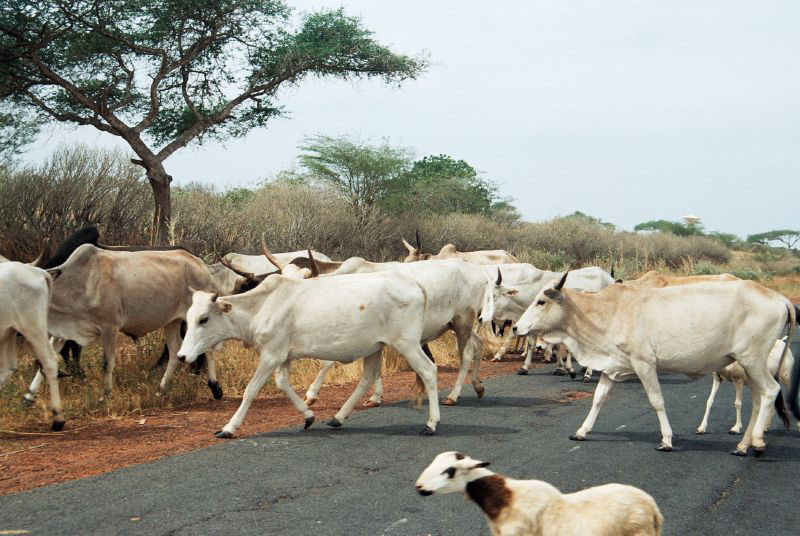
Un troupeau de zébus sur la route de Potou